# John Hanson (režisér)
John Hanson (* 7. března 1942) je americký filmový režisér a fotograf. Narodil se ve městě Saint Paul v Minnesotě. Studoval na Phillips Exeter Academy v New Hampshire, později na Carleton College v Minnesotě, kde získal titul BA, a na Harvard Graduate School of Design v Massachusetts, kde postgraduálně studoval architekturu. V sedmdesátých letech působil v kolektivu Cine Manifest, v rámci něhož natočil spolu s Robem Nilssonem celovečerní film Northern Lights. Snímek byl oceněn Zlatou kamerou na Filmovém festivalu v Cannes. Ze spolupráce režisérské dvojice vzešla rovněž trojice krátkých dokumentárních filmů, označovaná jako Prérijní trilogie (Prairie Trilogy); jde o filmy Prairie Fire (1976), Survivor (1980) a Rebel Earth (1980). Později – již samostatně – natočil tři celovečerní hrané filmy Wildrose (1984), Traveling Light (1988) a Shimmer (1993). V roce 2005 natočil pro PBS dokument Sisters: Portrait of a Benedictine Community. V roce 2011 vydal knihu fotografií z oblasti High Plains nazvanou Below the Sky.